# Längdkastning (disc)
Längd är en av de individuella tävlingsgrenarna inom frisbeesporten. 
Enligt de officiella reglerna från WFDF, World flying Disc Federation, har man under tävling fem kast i varje tävlingsomgång varav det längsta räknas. Man kastar alltid i medvind.

## Världsrekord
Världsrekordet i den öppna klassen (herrar/damer) låg åren 2002–2012 på 250,00 meter och innehades av svenske Christian Sandström (då aktiv i Kalmar FK). Rekordet sattes 26 april 2002, i El Mirage i Kalifornien i USA. Sandströms rekordnotering slogs 13 april 2012, i Primm i amerikanska Nevada, av David Wiggins, Jr. (USA). Wiggins rekordkast mätte 255,00 meter. Wiggins senaste rekordkast mätte 338,00 meter och noterades även det Primm, Nevada den 28 mars 2016. [3]